# Leonore Puschert
Leonore Puschert-Bälz (* 28. Oktober 1936 als Leonore Puschert; † 24. März 2018), auch Lore Puschert, war eine deutsche Übersetzerin, die insbesondere durch die literarischen Übersetzungen der Jugendserie Die drei ??? bekannt wurde.

## Leben und Karriere
Puschert besuchte die Wirtschaftsoberschule der Stadt Heilbronn und erhielt bei ihrem Abschluss den auf 500 DM dotierten Preis des Rotary-Clubs, Heilbronn.
Später arbeitete sie viele Jahre als Übersetzerin beim Kosmos-Verlag (früher Franck’sche Verlagshandlung) in Stuttgart. 1959 übersetzte sie ihr erstes Jugendbuch für Kosmos und war in den Folgejahren für die Übertragung weiterer Bücher aus dem Englischen und Schwedischen ins Deutsche verantwortlich. Sie stellte auch Sammelbände für Kinder und Jugendliche zusammen, so Kleine Geschenke selbst gebastelt (1961), Spielbüchlein für junge Mädchen (1962) oder So macht die Freizeit Spaß: Hobbys für alle Talente (1969). Bei vielen dieser Büchlein steuerte bereits die Grafikerin und Illustratorin Aiga Rasch (teilw. als Aiga Naegele) schwarzweiße Zeichnungen bei, die später für die Covermotive der Drei ???-Reihe große Bekanntheit erlangen sollte.
Von 1968 bis 1992 übersetzte Leonore Puschert die US-amerikanische Serie The Three Investigators ins Deutsche. Sie war vermutlich auch für den Namen Die drei ??? mitverantwortlich, den die Serie in Deutschland bekam. Ihren für eine Übersetzerin vergleichsweise hohen Bekanntheitsgrad erlangte sie vor allem dadurch, dass sie zu dem deutschen Text Verweise von Alfred Hitchcock erfand und diese hinzufügte. Zwei Geschichten, die im US-Original Mitmachbände waren (Der weinende Sarg und Das Volk der Winde), wurden von ihr zu durchgängigen Erzählungen umgearbeitet. Der Original-Fall The Mystery of the Silver Spider (Die silberne Spinne) wurde von ihr für den deutschen Markt sogar in weiten Teilen umgearbeitet, wobei hier ihre Kenntnis des Schwedischen zum Tragen kam.
Leonore Puschert war verheiratet und lebte und arbeitete in Wüstenrot.